# Fan art

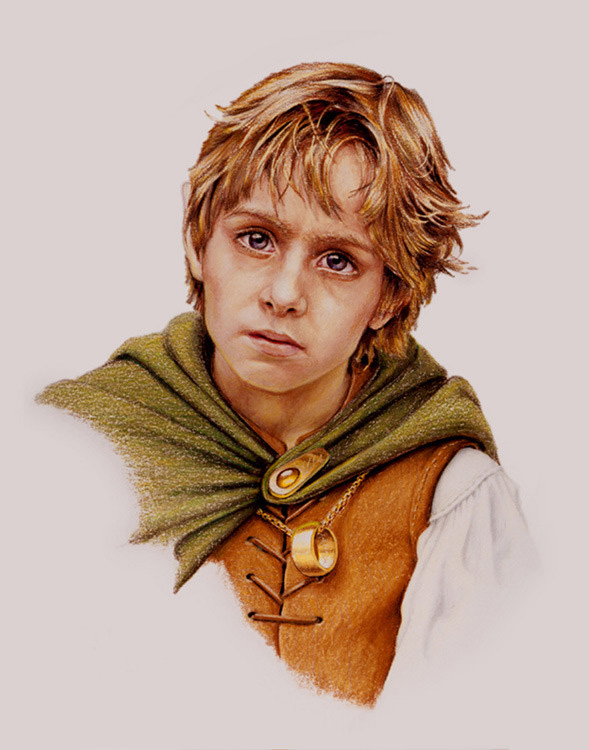
Fanouškovské ztvárnění postavy Froda Pytlíka z Tolkienova Pána prstenů

Fan art nebo též fanart (anglicky „fanouškovské umění“) je anglický termín, který se ujal pro klasifikaci výtvorů, příznivců a skalních přívrženců určitého tématu, především zábavního odvětví (film, videohra, kniha, hudba ap.). Zpravidla se jedná o výtvarná ztvárnění oblíbené postavy, scény, ale i o neidentická díla, pouze ovlivněná prostředím, námětem nebo jen atmosférou odvětví.
Obvykle je autor fanouškem daného inspirujícího díla, jeho výtvor bývá vystaven na místě, kde ho může zhlédnout široká fanouškovská komunita, nejčastěji na Internetu. Kromě klasických výtvarných forem je oblíbeným druhem fanartu fotomontáž. Fanartem se obvykle označují díla amatérská a nekomerční, netýká se tedy například běžných ilustrací v knihách.
Typickým příkladem fanartu jsou amatérské ilustrace k příběhům Harryho Pottera, dalším mohou být například portréty herců v rolích z konkrétního filmu.
Literárním protějškem fanartu je fanfiction, i ilustrace k ní se chápou jako fanart.